# Dymasius ornatus
Dymasius ornatus es una especie de escarabajo del género Dymasius, familia Cerambycidae. Fue descrita científicamente por Gressitt & Rondon en 1970.
Habita en India, Laos y Vietnam. Los machos y las hembras miden aproximadamente 10,6-14,6 mm. El período de vuelo de esta especie ocurre en los meses de abril, mayo y agosto.